# فارمينغتون (نيومكسيكو)
فارمينغتون (بالإنجليزية: Farmington)‏ هي إحدى مدن ولاية نيومكسيكو في الولايات المتحدة الأمريكية.

## المناخ
يظهر الجدول التالي التغييرات المناخية على مدار السنة لفارمينغتون:
| البيانات المناخية لـفارمينغتون    | البيانات المناخية لـفارمينغتون | البيانات المناخية لـفارمينغتون | البيانات المناخية لـفارمينغتون | البيانات المناخية لـفارمينغتون | البيانات المناخية لـفارمينغتون | البيانات المناخية لـفارمينغتون | البيانات المناخية لـفارمينغتون | البيانات المناخية لـفارمينغتون | البيانات المناخية لـفارمينغتون | البيانات المناخية لـفارمينغتون | البيانات المناخية لـفارمينغتون | البيانات المناخية لـفارمينغتون | البيانات المناخية لـفارمينغتون |
| الشهر                             | يناير                          | فبراير                         | مارس                           | أبريل                          | مايو                           | يونيو                          | يوليو                          | أغسطس                          | سبتمبر                         | أكتوبر                         | نوفمبر                         | ديسمبر                         | المعدل السنوي                  |
| --------------------------------- | ------------------------------ | ------------------------------ | ------------------------------ | ------------------------------ | ------------------------------ | ------------------------------ | ------------------------------ | ------------------------------ | ------------------------------ | ------------------------------ | ------------------------------ | ------------------------------ | ------------------------------ |
| متوسط درجة الحرارة الكبرى °ف (°م) | 41 (5)                         | 47 (8)                         | 56 (13)                        | 65 (18)                        | 75 (24)                        | 85 (29)                        | 90 (32)                        | 87 (31)                        | 79 (26)                        | 66 (19)                        | 52 (11)                        | 41 (5)                         | 65 (18)                        |
| متوسط درجة الحرارة الصغرى °ف (°م) | 20 (−7)                        | 25 (−4)                        | 30 (−1)                        | 36 (2)                         | 46 (8)                         | 55 (13)                        | 61 (16)                        | 60 (16)                        | 52 (11)                        | 40 (4)                         | 29 (−2)                        | 21 (−6)                        | 40 (4)                         |
| الهطول إنش (مم)                   | 0.53 (13)                      | 0.61 (15)                      | 0.78 (20)                      | 0.65 (17)                      | 0.54 (14)                      | 0.21 (5.3)                     | 0.90 (23)                      | 1.26 (32)                      | 1.04 (26)                      | 0.91 (23)                      | 0.68 (17)                      | 0.50 (13)                      | 8.61 (218.3)                   |
| المصدر: The Weather Channel       |                                |                                |                                |                                |                                |                                |                                |                                |                                |                                |                                |                                |                                |

## أعلام
- توماس ك. تايلور
- بيتي أرلين
- مايك دان
- أندرو كونواي أيفي
- كينيث إل. ورلي